# Rhynchosia picta
Rhynchosia picta är en ärtväxtart som först beskrevs av Ernst Meyer, och fick sitt nu gällande namn av Burtt Davy. Rhynchosia picta ingår i släktet Rhynchosia och familjen ärtväxter. Inga underarter finns listade i Catalogue of Life.